# 共有経済
共有経済（きょうゆうけいざい、英: Sharing economy）は、共有の社会関係によって統御される経済を指す。シェアリングエコノミーと表記されることもある。

## 概要
モノやサービスなどの資源を共同で利用し、人間関係を作り出し、コミュニティの運営としても働く。広義には贈与や相互扶助も含まれる。ネット上での共有経済としてはFOSS（オープンソースソフトやフリーソフト）が存在し、初期のプロジェクトとしてはGNUプロジェクトがある。
共有経済は資源を有効活用するための商業サービスと結びつく場合があり、交通機関におけるカーシェアリング、労働環境におけるコワーキング、金融におけるクラウドファンディングなどの事業が行われている。
アクセンチュアによると、シェアリング・エコノミーやアイドリング・エコノミーを包含する概念として、「サーキュラー・エコノミー (Circular Economy)」がある。「原材料の循環」「資源再生」「製品寿命の延長」「所有からシェアへの転換」「製品のサービス化」の方法論に整理され、それはクラウドコンピューティングやモノのインターネットによって支えられている。従来のサステナビリティやリサイクルとの違いは、これ自体が経済合理性に見合っているところである。
IoT元年と言われた2016年以降、Uberを筆頭として、共有経済を実現するサービスに拡大の兆しがある。
2014年にはジェレミー・リフキンが共有経済のインパクトを説明した限界費用ゼロ社会（原題はThe Zero Marginal Cost Society）という書籍が発表された。
2019年6月、国税庁はウーバーイーツなどネットを介してサービスを共有する「シェアリングエコノミー」についても調査や周知に注力すると発表した

## 共有経済の例
- 里山
- 入会地
- 相乗り - ヒッチハイク
- レンタサイクル
- レンタカー - カーシェアリング
- シェアハウス
- 賃貸住宅
- レンタルビデオ
- 図書館 - 貸本
- ワークシェアリング
- コワーキング
- 協同組合
- クラウドファンディング
- ウィキペディア
- クリエイティブ・コモンズ
- コモンズ - ローカル・コモンズ
- FLOSS（GNU、Linuxなど）
- フラクショナル・オーナーシップ
- プロジェクト・グーテンベルク
- ホームエクスチェンジ
- SETI
- Uber - ウーバー化
- 乗合タクシー
- アイカサ